# Miód palmowy

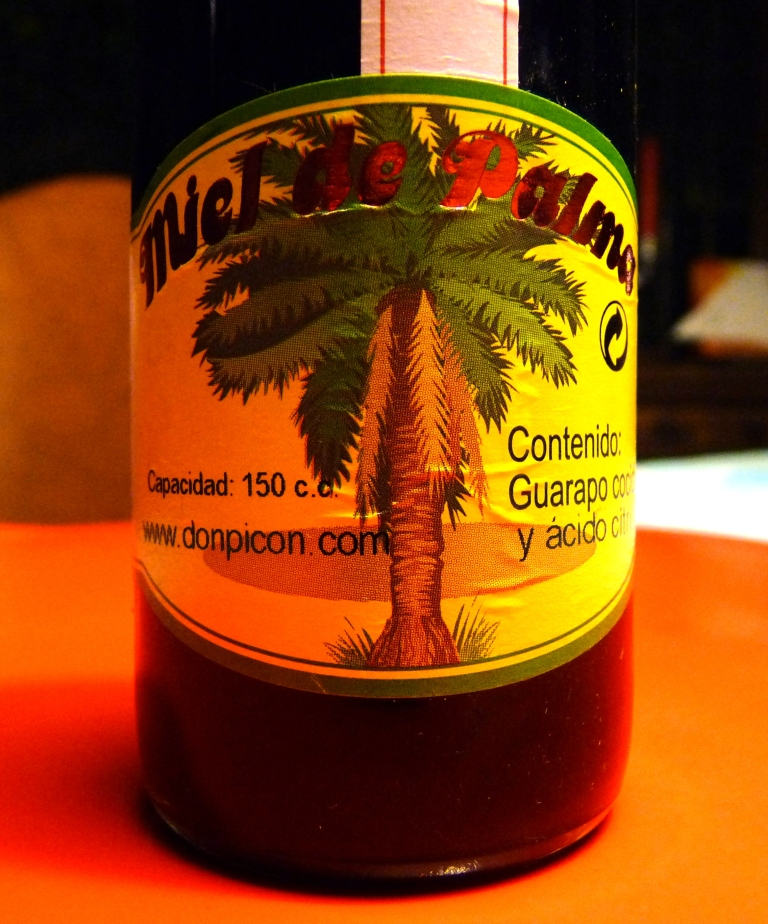
Miód palmowy w słoiku

Miód palmowy – substancja pochodzenia roślinnego. Znany pod nazwą guarapo. Skondensowany sok z wierzchołka palmy daktylowej uzyskiwany na Wyspach Kanaryjskich w chwili obecnej produkowany niemal wyłącznie na wyspie La Gomera.
Proces produkcji zaczyna się od ścięcia wierzchołka wzrostu palmy i uformowania niewielkiego zagłębienia, w którym będzie się zbierał sok. Sok pod wpływem ciepła i promieni słonecznych zagęszcza się. Otrzymany produkt ma kolor ciemnego karmelu. Smak lekko dymny, odrobinę daktylowy, delikatny, miernie słodki. Uznawany za jedną z kulinarnych atrakcji Wysp Kanaryjskich.